# Sonkád
Sonkád es un pueblo ubicado en el distrito de Fehérgyarmat, en el condado de Szabolcs-Szatmár-Bereg, Hungría.

## Superficie
Posee una superficie de 19,81 kilómetros cuadrados.

## Demografía
Hasta 2019 la población era de 790 habitantes, con una densidad de población de 39,88 habitantes por kilómetro cuadrado.